# Gert Dockx
Gert Dockx (* 4. Juli 1988 in Turnhout) ist ein ehemaliger belgischer Radrennfahrer.

## Karriere
Gert Dockx wurde 2006 in der Juniorenklasse Gesamtzweiter beim Giro della Toscana und beim Circuit de la Région Wallonne. Beim Grand Prix Général Patton gewann er die zweite Etappe und konnte so auch die Gesamtwertung für sich entscheiden. Im darauffolgenden Jahr gewann er die U23-Austragung des belgischen Klassikers Omloop Het Volk. 2008 gewann Dockx die dritte Etappe bei der Ronde de l'Isard d'Ariège. Ende 2008 fuhr er bei dem UCI ProTeam Columbia als Stagiaire. 2011 wechselte er zum Team Omega Pharma-Lotto. Nach der Teilung der Mannschaft unterschrieb er – wie viele andere Fahrer und Betreuer des Teams Omega Pharma-Lotto einen Vertrag beim Team Lotto-Belisol und gewann für diese Mannschaft 2013 zwei Etappen der La Tropicale Amissa Bongo. Während seiner Karriere beendete Dockx dreimal den Giro d’Italia und zweimal die Vuelta a España. Nach der Saison 2016 trat er vom aktiven Radsport zurück.

## Erfolge
2007
- Omloop Het Volk (U23)

2008
- eine Etappe Ronde de l'Isard d'Ariège

2013
- zwei Etappen La Tropicale Amissa Bongo

## Grand Tours-Platzierungen
| Grand Tour            | 2009 | 2010 | 2011 | 2012 | 2013 | 2014 | 2015 | 2016 |
| --------------------- | ---- | ---- | ---- | ---- | ---- | ---- | ---- | ---- |
| Giro d’ItaliaGiro     | –    | –    | 95   | –    | 104  | 115  | –    | –    |
| Tour de FranceTour    | –    | –    | –    | –    | –    | –    | –    | –    |
| Vuelta a EspañaVuelta | –    | –    | 92   | –    | –    | –    | –    | 126  |

## Teams
- 2008 Team Columbia (Stagiaire)
- 2009 Team Columbia-HTC
- 2010 Team HTC-Columbia
- 2011 Omega Pharma-Lotto
- 2012 Lotto Belisol Team
- 2013 Lotto Belisol
- 2014 Lotto Belisol
- 2015 Lotto Soudal
- 2016 Lotto Soudal